# Krzysztof Żabiński
Krzysztof Jan Żabiński (* 7. Februar 1953 in Toruń; † 24. Januar 2024) war ein polnischer Elektroingenieur, Politiker (KLD) und Unternehmer. Er war von 1989 bis 1993 Abgeordneter zum X. Sejm der Volksrepublik und zum I. der Dritten Republik.

## Leben und Beruf
1976 beendete Żabiński ein Studium an der Technischen Universität Posen. Von 1976 bis 1989 arbeitete er in der Informatikabteilung einer Spinnerei in Toruń.
Żabiński übernahm nach seinem Ausscheiden aus der Politik Aufsichtsratsmandate in verschiedenen Großunternehmen aus der Informatikbranche. Er starb im Januar 2024 und wurde auf dem evangelischen Friedhof in Toruń beigesetzt.

## Politik
1980 trat Żabiński der Gewerkschaft Solidarność bei. In der Zeit des Kriegsrechtes war er von März bis Dezember 1982 interniert. Von 1989 bis 1993 war er Parlamentsabgeordneter. Bei der halbfreien Wahl zum Vertragssejm 1989 wurde er für das Bürgerkomitee der Solidarność und bei der ersten komplett freien Wahl 1991 für den Kongres Liberalno-Demokratyczny (KLD), dem er nach kurzer Mitgliedschaft im Porozumienie Centrum beigetreten war, gewählt. 1994 fusionierte der KLD, der bei der Parlamentswahl 1993 an der Sperrklausel gescheitert war, mit der Unia Demokratyczna zur Unia Wolności, aus der Żabiński 1996 austrat.
1991 wurde er Chef des Ministerratsamtes in der Regierung Bielecki. Von 1992 bis 1993 amtierte er als Vizeminister für innere Angelegenheiten in der Regierung Suchocka. 1996 zog er sich aus der Politik zurück, um sich Tätigkeiten in der Privatwirtschaft zu widmen.

## Ehrungen
Für seine Verdienste um die Demokratisierung Polens erhielt Żabiński 2009 das Ritterkreuz des Ordens Polonia Restituta und 2011 das Offizierskreuz desselben Ordens. Bereits 2000 hatte er das Goldene Verdienstkreuz der Republik Polen erhalten. Schließlich wurde er 2015 mit dem Kreuz der Freiheit und Solidarität ausgezeichnet.